# 유럽 고속도로 004호선
유럽 고속도로 004호선(European route E004)은 카자흐스탄의 키질로르다에서 우즈베키스탄의 부하라까지 이르는 B-클래스급 고속도로로, 총 연장은 약 700 km이다.

## 경로
- 카자흐스탄
  - 키질로르다
- 우즈베키스탄
  - 우추쿠두크(영어판) (E003과 접촉)
  - 부하라